# Virtus Rzym
Pallacanestro Virtus Roma – włoski zawodowy klub koszykarski z siedzibą w Rzymie. Obecna nazwa klubu – Lottomatica Virtus Roma – pochodzi od marki sponsora.
W tym grali m.in. Anthony Parker, Dino Rađa, Gregor Fučka i Dejan Bodiroga.

## Sukcesy

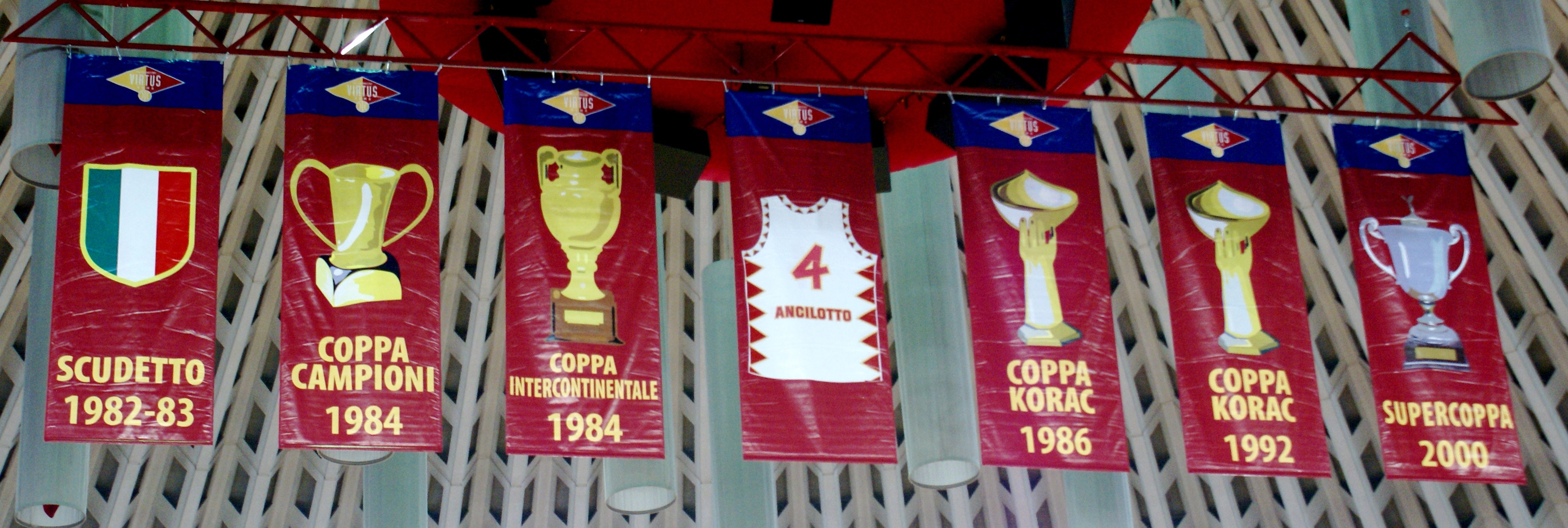

- Mistrzostwo Włoch (1)
  - 1983

- Superpuchar Włoch (1)
  - 2000

- Puchar Koracia (2)
  - 1986, 1992

- Euroliga (1)
  - 1984

- Puchar Intekontynentalny (1)
  - 1984

### Skład w Eurolidze 1983-84
Larry Wright
Stefano Sbarra
Paolo Salvaggi
Clarence Kea
Renzo Tombolato
Enrico Gilardi
Fulvio Polesello
Giuseppe Grimaldi
Marco Solfrini
Gianni Bertolotti
Tulio Scaripanti
Paolo Scarnati
trener Valerio Bianchini

### Skład w Pucharze Koracia 1985-86
Massimo Bastianelli
Stefano Sbarra
Franco Picozzi
Bruce Flowers
Leo Rautins
Enrico Gilardi
Fulvio Polesello
Claudio Brunetti
Marco Solfrini
Franco Rossi
Fabrizio Valente
Gianluca Duri
Phil Melillo
trener Mario de Sisti

### Skład w Pucharze Koracia 1991-92
Rick Mahorn
Fausto Bargna
Davide Croce
Alessandro Fantozzi
Robert Premier
Donato Avenia
Dino Rađa
Stefano Attruia
Gianluca Lulli
Andrea Niccolai
trener Paulo di Fonzo